# Лок (Тител)
Лок (мађ. Sajkáslak) је насеље у општини Тител, у Јужнобачком округу, у Србији. Према попису из 2022. било је 963 становника.
Овде се налази Српска православна црква у Локу.

## Историја
Код Лока се налази једини траг боравка Гепида у Шајкашкој, на локалитету "Мађарско гробље" или "Барба". Место се помиње 1590. године у историјским документима. Године 1747. у Бачкој жупанији препуштено је местима да сами одлуче где ће одсад живети; у провинцијалу или границу. Општина Лок се сва определила за Границу. У Шајкашком батаљону, у компанији бр.6. били су Тител, Мошорин, Вилово и Лок.
Цркве лочке мењале су своја места два пута, заједно са селом. Прво је село тог имена било на западном крају аде (острва), на којем и сад село Лок стоји. И против воље становника, буде то село по налогу Дворског ратног савета 1772. године, премештено на подножје Тителског "висоравња", поред друма између Лока и Вилова, а преко пута првом селишту. План тог новог насеља из 1772. године чувао се у ц и к ратној архиви у Бечу (1893). Православно парохијско звање је основано 1777. године (или 1780.?), од када се воде и црквене матрикуле. После скоро пола века, пресели се 1812. године по дозволи Дрворског ратног савета (од 28. децембра 1811. године) опет Лок, на пешчано острво, али сад на источном његовом делу, где и сад стоји. Православна црква у напуштеном Локу, под брегом је 1813. године порушена. Црква данашњег Лока подигнута је 1822-1823. године, а освећена 23/11. јуна 1823. године на други дан Духова. Тада је парохијом администрирао поп Андреја Несторовић, који ће ту остати као сталан. Чину освећења је у име царске владе као изасланик, присуствовао капетан Поповић. Посвећена је та српска православна богомоља, као и пређашње друге две, Св. пророку Илији. Парох је 1846. године поп Андреја Несторовић, који је и школски катихета. Број православних житеља износио је у то време 657. Црквењак лочки Арон Вукајловић купио је 1847. године књигу о пчеларству. За време мађарске буне 1848-1849. године црква у Локу није пострадала, попут оних у Тителу, Мошорину и Вилову.

## Црква и школа
Школа у месту постоји од 1763. године, а најстарији учитељи у 18. веку су били: Стефан Радичевић родом из Сланкамена (1776-1786), Аврам Завишић (или Милетић, 1786-1788) предак Светозара Милетића, радио у Вилову и Локу у исто време. Године 1824. поп Андреј Несторовић је био администратор лочке парохије. Окружни прота скупио је претплату за три књиге у Локу 1837. године. Писали су се: поп Андреј Несторовић парох, Јаков Димитријев учитељ и Димитрије Мушицки арендатор. Претплатници српског календара 1841. године били су из Лока: Михаил Арачлијић учитељ и каплар Очуча. Купци једне популарне књиге били су 1843. године, поред учитеља Јована Кириловића и Димитрије Мушицки трговац, Александар Очуча економије каплар и Михајло Ћирић ћурчија. Директор школе 1846. године је Александар Окуча, иначе граничарски каплар, а учитељ је био Михаило Арачлић (1840-1847). Помиње се 1847. године учитељ лочки Јован Кириловић као претплатник књиге о пчеларству. Школу похађа 1846. године 30 ученика. У Локу, "малешном месту" у шајкашком батаљону 1855. године свечано је прослављен празник Св. Сава. У школи је свећена водица и слава одржана, уз присуство јеромонаха из манастира Ковиља и гостију са стране, пре свега Титела.. Том приликом скупљен је прилог за градњу споменика песнику Лукијану Мушицком у износу 9 ф. 34 кр. Прилог су дали поред више гостију са стране, и мештани: Димитрије Миклушевић парох 1 ф, и Димитрије Мушицки трговац 1 ф. Нова школа је грађена 1857-1858. године, радом маора Јована Сомборског по цени 2800 ф. Здање је имало велику учионицу, учитељски стан са две собе и нуспросторијама. Свештеник Димитрије Миклушевић је био и учитељ 1854-1859. године. Године 1880. у Локу је један учитељ у школи, и то са комуналним декретом. Био је учитељ лочки Сима Крецуљ (1872-1883). Лочански учитељ 1901. године био је Каменко Чура. Драгољуб Вијатовић био је 1903-1904. године комунални учитељ у Локу. Био је у сукобу са парохом и месним скупштинарима, због појања у цркви, па је због изгреда које је затим починио у св. храму, пријављен властима. Тражила је 1907. године српска православна црквена општина у Локу, да њена школа са једним учитељем поново буде вероисповедна, као што је и била пре 1878. године.
Пренумерант Рашићеве књиге био је 1852. године из Лока, Димитрије Мушицки трговац. Претплатник "Школског листа" за 1860-1867. годину била је "Србска општина у Локу", дајући 1 ф. за ту сврху. Општина Лок је приложила за Српско народно позориште у Новом Саду 1862. године - 100 ф. На тај начин месна Црквена општина лочка је постала члан Друштва за Српско народно позориште у Новом Саду 1866. године. У Локу је било 1847. године 657 православних Срба, а две деценије потом - 1865. године пописано од стране државе 728 парохијана, у парохији шесте платежне класе.
Године 1890. грађен је камени пут у Шајкашкој, који је допринео развоју села Лока.
Против православног пароха лочког Јакова Исаковића (ту и 1896), писали су неки мештани тужбу епархији 1892. године, али је био ослобођен кривице 1893. године.
Објављени су 1893. године пописи места шајкашког батаљона за две године, по националности. Број становника у локу био је 1880. године - 812, а деценију касније 1890. године, порастао је на 949 душа. По том чланку стање у општини Лок је следеће:
Срби 1880.- 724 1890.- 912
Мађари 1880.- 36 1890.- 13
Немци 1880.- 17 1890.- 15
Словаци 1880.- 0 1890.- 1
Румуни 1880.- 1 1890.- 0
Хрвата 1890.- 8
Осталих 1880.- 34 1890.- 0
У протопрезвитерату Жабаљској направљена је статистичка табела са подацима за парохије, на крају 1891. године. По тој статистици у Локу је било следеће стање: један свештеник, 959 душа, 191 брачни пар, 164 српска православна дома, 103 ђака, једна школа и то државна - комунална.
Општина Лок је 1894. године од продаје галета свилене бубе зарадила 204 ф.
Прославио је 1897. године стари лочки парох поп Јаша Исаковић јубилеј - 40 година свештеничке службе. Тада је у Локу био јак назаренски покрет; било је ту 80 секташа. Крајем децембра 1898. године отворен је стечај за новог пароха у парохији Лок, која је иначе најниже шесте платежне класе. Нови парох у Локу је постао поп Стеван Темеринац (ту и 1903).
Покренута је 1900. године јавна акција за прикупљање прилога за оправку српске православне цркве у Локу, у епархији Бачкој. Претходно је световна власт на основу мишљења стручњака цркву затворила као потенцијално опасну грађевину. Црквени лист је четири пута објављивао листу приложника, а највише је било на трећој листи. Тако је Министарство просвете Угарске дало је 200 к, Фонд епархије бачке дао је 100 к, колико и Новосадска црквена општина, скупило се у Новом Саду укупно 536 к 10 филера. Давала су и места Суботица, Турија, Сентомаш, Стари Сивац, Вилово (20 к), Стари Стапар, Фелдварац, Кула, Стари кер, Риђица, Обровац, Каћ (100 к), Баја, Ђурђево, Стари Врбас, Сегедин, Стари Бечеј, Жабаљ, Чуруг (100 к), Мошорин (40 к), Мохол, Сента и само место Лок (120 к). Укупно је скупљено 1699 к 58 фил. колико су изабрале епархијске власти у Новом Саду. Одржана је у Локу вечерња забава, на којој су домаћи и гости са стране дали прилоге - помогли оправку цркве. У Локу је било више појединаца приложника, а највише су дали - по осам круна: Кузман и Софија Квајић, Јован и Софија Квајић, Игњат Мићин и поп Стеван Темеринац. По осам круна дао је Сагмајстер Јанош, а по шест круна: Сава Прекајац, и тако редом све мање износи. Накнадно су прилог послале и општине Горњи Ковиљ, Ђурђево и Силбаш, па је укупна сума била 2095 к 84 фил.
Умро је у Локу 1901. године месни трговац Ђока Мушицки. Његов син др Мита Мушицки је познати панчевачки адвокат и јавни радник, рођен је у Локу. Бележник општински у Локу био је 1901. године Јован Сагмајстор.
По извештају из 1905. године Лок је велика општина, у којој живи 1233 становника у 225 кућа. Од тога Срба има 1074 са 214 домова. Мађара је тада било 135 особа. Од јавних здања ту су српска православна црква и комунална основна школа. Функционишу пошта и брзојав у селу. Црквена општина је уређена, скупштина редовна, а председник је Анта Васић. Храм је у добром стању, а темпло је сликао Август Тирк 1867. године. Пред црквом на тргу је постављен спомен крст од камена, са жељезном оградом. Парохијски дом нема, српско православно гробље постоји, најстарији споменик је из 1780. године. Парохија је најниже шесте платежне класе, парох је поп Стеван Темеринац родом из Титела, служи у месту седам година. Парохијска сесија износи 34 кј, а црквено-општински посед 41 кј земље. Школа је комунална, учитељица Јелка Јагеровић родом из Сомбора, ту је већ пола године. Школске деце за редовну наставу има 86, а у недељну школу иде 57 ђака.
Већ је 1885. године било назаренске секте у Локу. Напустило је православље у први мах њих 40 оба пола. Своју "скупштину" су отворили тик уз српску православну цркву. Међу старешинама (њих девет!) "Срба нововераца" тј. Назаренске секте био је 1906. године Милош Ненин из Лока. У месту је тада тј. 1905. године било само четири назарена.

## Демографија
У насељу Лок живи 1024 пунолетна становника, а просечна старост становништва износи 42,4 година (40,5 код мушкараца и 44,3 код жена). У насељу има 459 домаћинстава, а просечан број чланова по домаћинству је 2,73.
Ово насеље је углавном насељено Србима (према попису из 2002. године), а у последња три пописа, примећен је пад у броју становника.
|  |

| Демографија | Демографија | Демографија |
| Година      | Становника  | Становника  |
| ----------- | ----------- | ----------- |
| 1948.       | 1.786       |             |
| 1953.       | 1.817       |             |
| 1961.       | 1.789       |             |
| 1971.       | 1.688       |             |
| 1981.       | 1.509       |             |
| 1991.       | 1.302       | 1.283       |
| 2002.       | 1.255       | 1.272       |

| Етнички састав према попису из 2002.‍ | Етнички састав према попису из 2002.‍ | Етнички састав према попису из 2002.‍ | Етнички састав према попису из 2002.‍ | Етнички састав према попису из 2002.‍ |
| ------------------------------------ | ------------------------------------ | ------------------------------------ | ------------------------------------ | ------------------------------------ |
|                                      |                                      |                                      |                                      |                                      |
| Срби                                 | Срби                                 |                                      | 864                                  | 68,84%                               |
| Мађари                               | Мађари                               |                                      | 240                                  | 19,12%                               |
| Југословени                          | Југословени                          |                                      | 27                                   | 2,15%                                |
| Роми                                 | Роми                                 |                                      | 18                                   | 1,43%                                |
| Хрвати                               | Хрвати                               |                                      | 12                                   | 0,95%                                |
| Словаци                              | Словаци                              |                                      | 2                                    | 0,15%                                |
| Русини                               | Русини                               |                                      | 2                                    | 0,15%                                |
| Немци                                | Немци                                |                                      | 2                                    | 0,15%                                |
| Македонци                            | Македонци                            |                                      | 2                                    | 0,15%                                |
| Буњевци                              | Буњевци                              |                                      | 2                                    | 0,15%                                |
| Словенци                             | Словенци                             |                                      | 1                                    | 0,07%                                |
| Бугари                               | Бугари                               |                                      | 1                                    | 0,07%                                |
| непознато                            | непознато                            |                                      | 12                                   | 0,95%                                |

| Година пописа     | 1948. | 1953. | 1961. | 1971. | 1981. | 1991. | 2002. |
| ----------------- | ----- | ----- | ----- | ----- | ----- | ----- | ----- |
| Број домаћинстава | 440   | 492   | 513   | 520   | 519   | 473   | 459   |

| Број чланова      | 1   | 2   | 3  | 4  | 5  | 6  | 7 | 8 | 9 | 10 и више | Просек |
| ----------------- | --- | --- | -- | -- | -- | -- | - | - | - | --------- | ------ |
| Број домаћинстава | 118 | 126 | 66 | 89 | 37 | 19 | 1 | 2 | 1 | 0         | 2,73   |

| Пол    | Укупно | Неожењен/Неудата | Ожењен/Удата | Удовац/Удовица | Разведен/Разведена | Непознато |
| ------ | ------ | ---------------- | ------------ | -------------- | ------------------ | --------- |
| Мушки  | 528    | 158              | 318          | 35             | 17                 | 0         |
| Женски | 541    | 81               | 313          | 128            | 19                 | 0         |
| УКУПНО | 1.069  | 239              | 631          | 163            | 36                 | 0         |

| Пол    | Укупно                    | Пољопривреда, лов и шумарство | Рибарство                            | Вађење руде и камена | Прерађивачка индустрија       |
| ------ | ------------------------- | ----------------------------- | ------------------------------------ | -------------------- | ----------------------------- |
| Мушки  | 317                       | 150                           | 1                                    | 0                    | 44                            |
| Женски | 142                       | 81                            | 0                                    | 0                    | 10                            |
| УКУПНО | 459                       | 231                           | 1                                    | 0                    | 54                            |
| Пол    | Производња и снабдевање   | Грађевинарство                | Трговина                             | Хотели и ресторани   | Саобраћај, складиштење и везе |
| Мушки  | 2                         | 37                            | 11                                   | 4                    | 37                            |
| Женски | 0                         | 2                             | 22                                   | 3                    | 0                             |
| УКУПНО | 2                         | 39                            | 33                                   | 7                    | 37                            |
| Пол    | Финансијско посредовање   | Некретнине                    | Државна управа и одбрана             | Образовање           | Здравствени и социјални рад   |
| Мушки  | 2                         | 1                             | 8                                    | 4                    | 2                             |
| Женски | 1                         | 0                             | 6                                    | 6                    | 7                             |
| УКУПНО | 3                         | 1                             | 14                                   | 10                   | 9                             |
| Пол    | Остале услужне активности | Приватна домаћинства          | Екстериторијалне организације и тела | Непознато            | Непознато                     |
| Мушки  | 7                         | 1                             | 0                                    | 6                    | 6                             |
| Женски | 2                         | 0                             | 0                                    | 2                    | 2                             |
| УКУПНО | 9                         | 1                             | 0                                    | 8                    | 8                             |